# Liste der Kaiser der Jin-Dynastie (265–420)
Dies ist eine Liste der Kaiser der Jin-Dynastie, die im Kaiserreich China von 265 bis 420 n. Chr. regierten. Von 280 bis 304 beherrschten sie ganz China und residierten in Luoyang. Zu Beginn des 4. Jahrhunderts machten sich Teile des Reiches selbständig, so dass die Jin-Dynastie schließlich im Jahr 316 von den Han-Zhao aus ihrem Herrschaftsbereich vertrieben wurde. Damit endete die Westliche Jin-Dynastie, und Sima Rui begründete 317 als Kaiser Yuan von Jin die Östliche Jin-Dynastie mit Sitz in Jiankang. Sie existierte noch mehr als ein Jahrhundert neben den anderen Sechzehn Reichen, die im 4. Jahrhundert in China entstanden. Im Jahr 420 wurde die Östliche Jin-Dynastie schließlich von Liu Yu beendet, der die Frühere Song-Dynastie begründete.
|  |  |

Anmerkungen zu den Spalten:
- Der Tempelname ist der Name, den der Ahnentempel des Kaisers trägt. Nicht alle Kaiser erhielten einen Tempelnamen.
- Der postume Titel wurde dem Kaiser nach seinem Tod als Ehrenname verliehen. Das ist auch der geläufigere Name. Die Kaiser werden darum nach folgender Konvention benannt: „Jìn“ (Name der Dynastie) + postumer Name + „dì“ („Kaiser“). Die einzige Ausnahme ist der Usurpator Sima Lun, der 301 für kurze Zeit die Macht an sich riss.
- Der Geburtsname des Kaisers ist nach den chinesischen Gebräuchen in der Reihenfolge Familienname – Rufname gehalten.
- Die Zeitrechnung zur chinesischen Kaiserzeit folgte der vom Kaiser verkündeten Ära. So entspricht das Jahr „Taìshǐ 2“ (unter Kaiser Wu von Jin) nach der christlichen Zeitrechnung dem Jahr 266. Eine Ära stellte meist einen markanten Abschnitt der Regierung eines Kaisers dar, sie kann als Regierungsdevise angesehen werden.

## Liste der Kaiser
(Die Übersetzungen der Äranamen sind grobe Interpretationen, die der Vielschichtigkeit des Chinesischen nicht gerecht werden können. Sie dienen zur Orientierung Unkundiger.)
| Tempelname                     | Postumer Titel | Geburtsname            | Regierungsjahre | Äranamen (Regierungsdevisen) |
| ------------------------------ | -------------- | ---------------------- | --------------- | --- |
| Westliche Jin-Dynastie 265–316 |                |                        |                 | |
| Shìzǔ (世祖)                   | Wǔ (武)        | Sīmǎ Yán (司馬炎)      | 265–290         | Taìshǐ (泰始 – „friedlicher Beginn“) 265–274 Xiánníng (咸寧 / 咸宁 – „fruchtbarer Frieden“) 275–280 Tàikāng (太康 – „höchster Frieden“) 280–289 Tàixī (太熙 – „höchster Glanz“) 28. Januar 290–17. Mai 290 |
|                                | Huì (惠)       | Sīmǎ Zhōng (司馬衷)    | 290–306         | Yǒngxī (永熙 – „immerwährender Glanz“) 17. Mai 290–15. Februar 291 Yǒngpíng (永平 – „immerwährende Harmonie“) 16. Februar–23. April 291 Yuánkāng (元康 – „Frieden der Dynastie“) 24. April 291–6. Februar 300 Yǒngkāng (永康 – „friedlicher Glanz“) 7. Februar 300–3. Februar 301 Yǒngníng (永寧 / 永宁 – „immerwährender Frieden“) 1. Juni 301–4. Januar 303 Tài’ān (太安 – „höchste Ruhe“) 5. Januar 303–21. Februar 304 Yǒng’ān (永安 – „ewiger Frieden“) 22. Februar–15. August 304 Jiànwǔ (建武 – „Krieg vorbereiten“) 16. August–24. Dezember 304 Yǒng’ān (永安 – „ewiger Frieden“) 25. Dezember 304–3. Februar 305 Yǒngxīng (永興 / 永兴 – „ewiger Wohlstand“) 4. Februar 305–12. Juli 306 Guāngxī (光熙 – „heller Glanz“) 13. Juli 306–19. Februar 307 |
|                                |                | Sīmǎ Lún (司馬倫)      | 301             | Jiànshǐ (建始 – „Anfang bereiten“) 3. Februar–1. Juni 301 |
|                                | Huái (懷)      | Sīmǎ Chì (司馬熾)      | 306–313         | Yǒngjiā (永嘉 – „ewige Exzellenz“) 306–313 |
|                                | Mǐn (愍)       | Sīmǎ Yè (司馬鄴)       | 313–316         | Jiànxīng (建興 / 建兴 – „Wohlstand einrichten“) 313–317 |
| Östliche Jin-Dynastie 317–420  |                |                        |                 | |
| Zhōngzōng (中宗)               | Yuán (元)      | Sīmǎ Ruì (司馬睿)      | 317–322         | Jiànwǔ (建武 – „Krieg einrichten“) 317–318 Tàixīng (太興 / 太兴 – „höchster Wohlstand“) 318–322 Yǒngchāng (永昌 – „ewiger Wohlstand“) 322 |
| Sùzǔ (肅祖)                    | Míng (明)      | Sīmǎ Shaò (司馬紹)     | 322–325         | Tàiníng (太寧 / 太宁 – „höchster Frieden“) 322–326 |
| Xiǎngzōng (顯宗)               | Chéng (成)     | Sīmǎ Yǎn (司馬衍)      | 325–342         | Xiánhé (咸和 – „fruchtbare Harmonie“) 326–335 Xíankāng (咸康 – „fruchtbarer Friede“) 335–342 |
|                                | Kang           | Sīmǎ Yuè (司馬岳)      | 342–344         | Jiànyuán (建元 – „Dynastie einrichten“) 343–344 |
| Xiàozōng (孝宗)                | Mù (穆)        | Sīmǎ Dān (司馬聃)      | 344–361         | Yǒnghé (永和 – „ewige Harmonie“) 345–357 Shēngpíng (升平 – „Welt“) 357–361 |
|                                | Āi (哀)        | Sīmǎ Pī (司馬丕)       | 361–365         | Lónghé (隆和 – „großer Friede“) 2. März 362–5. Februar 363 Xīngníng (興寧 / 兴宁 – „blühender Friede“) 6. Februar 363–365 |
|                                | Fèi (廢)       | Sīmǎ Yì (司馬奕)       | 365–371         | Taìhé (太和 – „große Harmonie“) 366–371 |
| Taìzōng (太宗)                 | Jiǎnwén (簡文) | Sīmǎ Yù (司馬昱)       | 371–372         | Xián’ān (咸安 – „fruchtbarer Friede“) 371–372 |
|                                | Xiàowǔ (孝武)  | Sīmǎ Yaò (司馬曜)      | 372–396         | Níngkāng (寧康 / 宁康 – „ruhiger Friede“) 19. Februar 373–9. Februar 376 Tàiyuán (太元 – „höchste Dynastie“) 10. Februar 376–12. Februar 397 |
|                                | Ān (安)        | Sīmǎ Dézōng (司馬德宗) | 396–418         | Lóng’ān (隆安 – „großer Friede“) 13. Februar 397–17. Februar 402 Yuánxīng (元興 / 元兴 – „blühende Dynastie“) 18. Februar 402–1. März 405 Yìxī (義熙 / 义熙 – „wahrer Wohlstand“) 2. März 405–418 |
|                                | Gōng (恭)      | Sīmǎ Déwén (司馬德文)  | 418–420         | Yuánxī (元熙 – „glänzende Dynastie“) 11. Februar 419–10. Juli 420 |